# Muse Bihi Abdi
Muse Bihi Abdi (en somalí: Muuse Bixi Cabdi, en árabe: موسى بيحي عبدي‎; Hargeisa, 2 de enero de 1948) es un político y ex militar somalí, que se desempeñó como presidente de Somalilandia (país sin reconocimiento internacional) desde 2017 hasta 2024.

## Carrera
Durante la década de 1970, se desempeñó como piloto en la Fuerza Aérea de Somalia bajo la administración de Mohamed Siad Barre. En 1985, desertó y se unió al Movimiento Nacional Somalí rebelde (SNM) que ayudó a derrocar exitosamente a Siad Barre después de una larga lucha armada en 1991.
De 1985 a 1988, participó en la realización de operaciones intensivas de guerra de guerrillas llevadas a cabo por el SNM contra Siad Barre. Hasta 1990, Bihi se desempeñó como comandante de los rebeldes antes de unirse a la política y desempeñarse como ministro del interior y seguridad nacional del presidente Muhammad Haji Ibrahim Egal en 1992.
En 2010, fue nombrado presidente del Partido Paz, Unidad y Desarrollo. En noviembre de 2015, fue seleccionado como candidato presidencial del partido en la 5° convención anual del comité central.
El 21 de noviembre de 2017 se anunció a Muse Bihi como ganador de las elecciones presidenciales de 2017. Asumió el cargo el 13 de diciembre del mismo año.